# Клишки санџак
Клишки санџак је био управна област (санџак) у саставу Османског царства, од 16. до 18. века. Основан је 1537. године, издвајањем југозападних области из састава Босанског санџака. Првобитно је обухватао југозападне делове Босне, од Ливна према областима око река Цетине, Крке и Зрмање, до Лике и Крбаве. Назив је добио по утврђеном граду Клису, који је пао у турске руке 1537. године. У време оснивања, припадао је Румелијском пашалуку, а 1580. године улази у састав новоустановљеног Босанског пашалука. У исто време, из састава Клишког санџака је издвојен нови Крчко-лички санџак, који је обухватао све дотадашње области Клишког санџака које су лежале северозападно од реке Крке. Иако је санџак носио име по Клису, седиште клишког санџакбега је углавном било у Ливну. Након губитка Клиса и сужавања просторног опсега турске власти на том подручју, санџак се и даље називао Клишким, али такође и Ливањским, по свом главном месту.
На подручју Клишког санџака је живео знатан број Срба, који су били православни хришћани. Српске православне цркве и манастири на том подручју припадали су Дабробосанској митрополији, која се налазила у саставу Пећке патријаршије.

## Саставне јединице
Приликом оснивања Клишки санџак се дијелио на кадилуке Скрадин, Неретва, Новосел, Акхисар или Прусац, Загорје или Клис и Језеро (Голхисар). Кад је био основан Крчки (лички) санџак, Клишки санџак је изгубио знатан дио свога простора западно од ријеке Крке и доњег тока Уне. Тачније, цијело залеђе Задра, околину Книна, Крбаву и Лику.